# アンドロメダ・ストレイン
『アンドロメダ・ストレイン』（The Andromeda Strain）は、2008年にA&Eネットワークで放送されたミニシリーズ。監督はミカエル・サロモン。脚本はロバート・シェンカン。リドリー・スコットとトニー・スコットの製作総指揮。
マイケル・クライトンのSF小説『アンドロメダ病原体』が原作で、同作の映像化としては1971年の映画版に続く2度目となる。
作品自体高い評価を受けてプライムタイム・エミー賞 作品賞 (ミニシリーズ部門)にノミネートされた。
日本では2009年1月24日から1月25日にかけてスター・チャンネルで放送された後、DVD化された。

## キャスト
※括弧内は日本語吹替
- ジェレミー・ストーン - ベンジャミン・ブラット（森川智之）
- ジャック・ナッシュ - エリック・マコーマック（後藤敦）
- アンジェラ・ノイス - クリスタ・ミラー
- チィー・チュウ - ダニエル・デイ・キム（土田大）
- シャーリーン・バートン博士 - ヴィオラ・デイヴィス
- マンチェック大将 - アンドレ・ブラウアー（大友龍三郎）